# Mjällby kyrka
Mjällby kyrka är en kyrkobyggnad som tillhör Mjällby församling i Lunds stift.

## Kyrkobyggnaden
Kyrkan är byggd ca 1788-1791 i gustaviansk stil, delvis på initiativ från den dynamiske riksdagsmannen för bondeståndet, Knuth Persson (Hörby) kallad ”Mjällby kung”. Den nuvarande kyrkan ersatte då en romansk 1100-talskyrka av sten och tegel (med två torn), vilken i sin tur lär ha ersatt en träkyrka ifrån missionstiden, vilken i sin tur lär ha rests på en hednisk offerplats. Under flera epoker under medeltiden hade bl.a. ärkebiskopen i Lund ekonomiska intressen i Mjällby by. 

## Inventarier
Under medeltiden var Mjällby kyrka bland annat känd för sitt stora triumfkrucifix, vilket numera finns på Blekinge museum i Karlskrona. 
Den nuvarande kyrkan hyser flera vackra och intressanta historiska föremål ifrån bl.a. renässansen. Altaruppsatsen från AD 1621 är donerad till kyrkan av "Skåne-kungen" Tage Thott, dansk länsherre på Sölvesborgs slott. 

## Bildgalleri

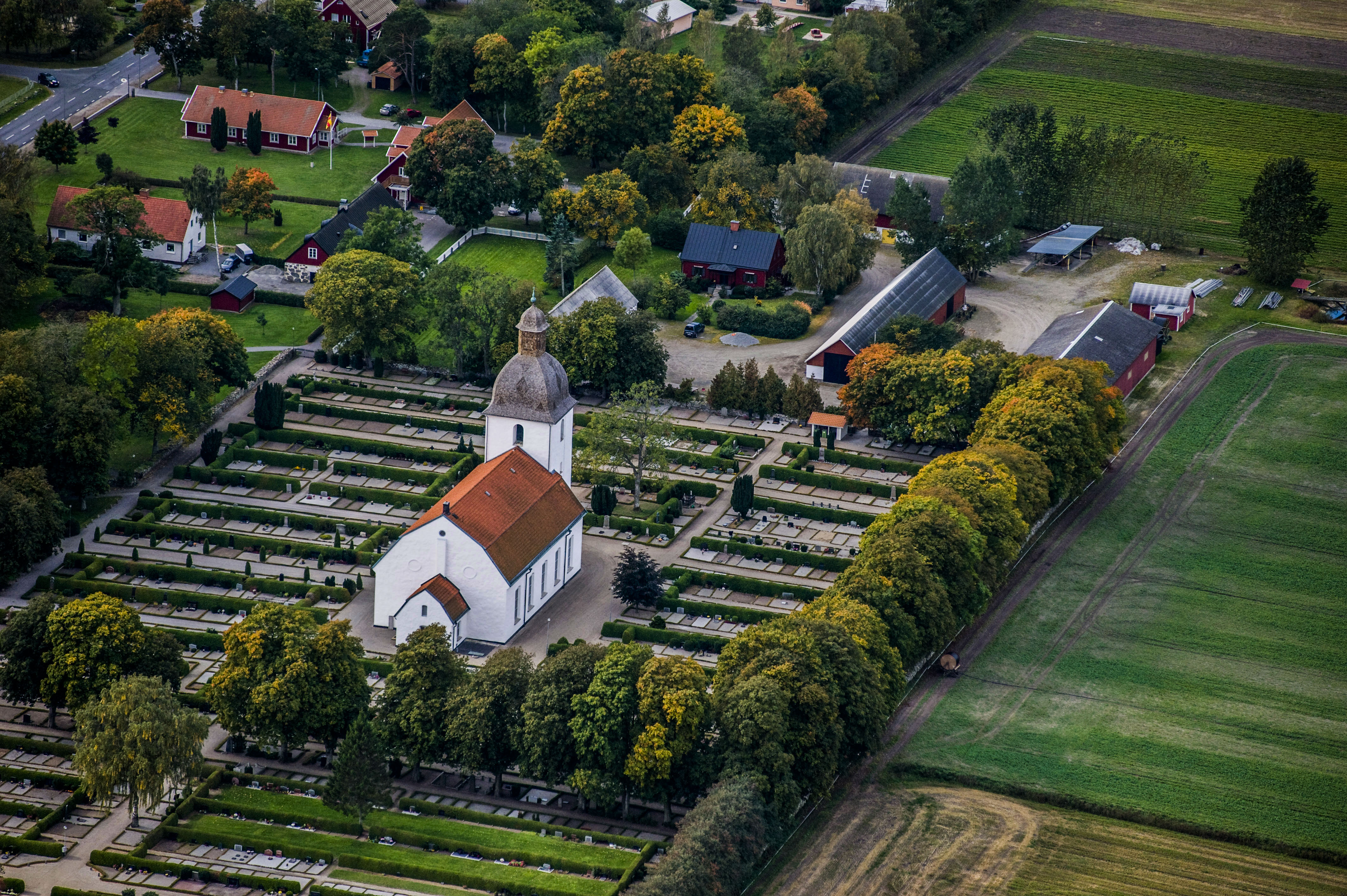
Kyrkan och kyrkogården
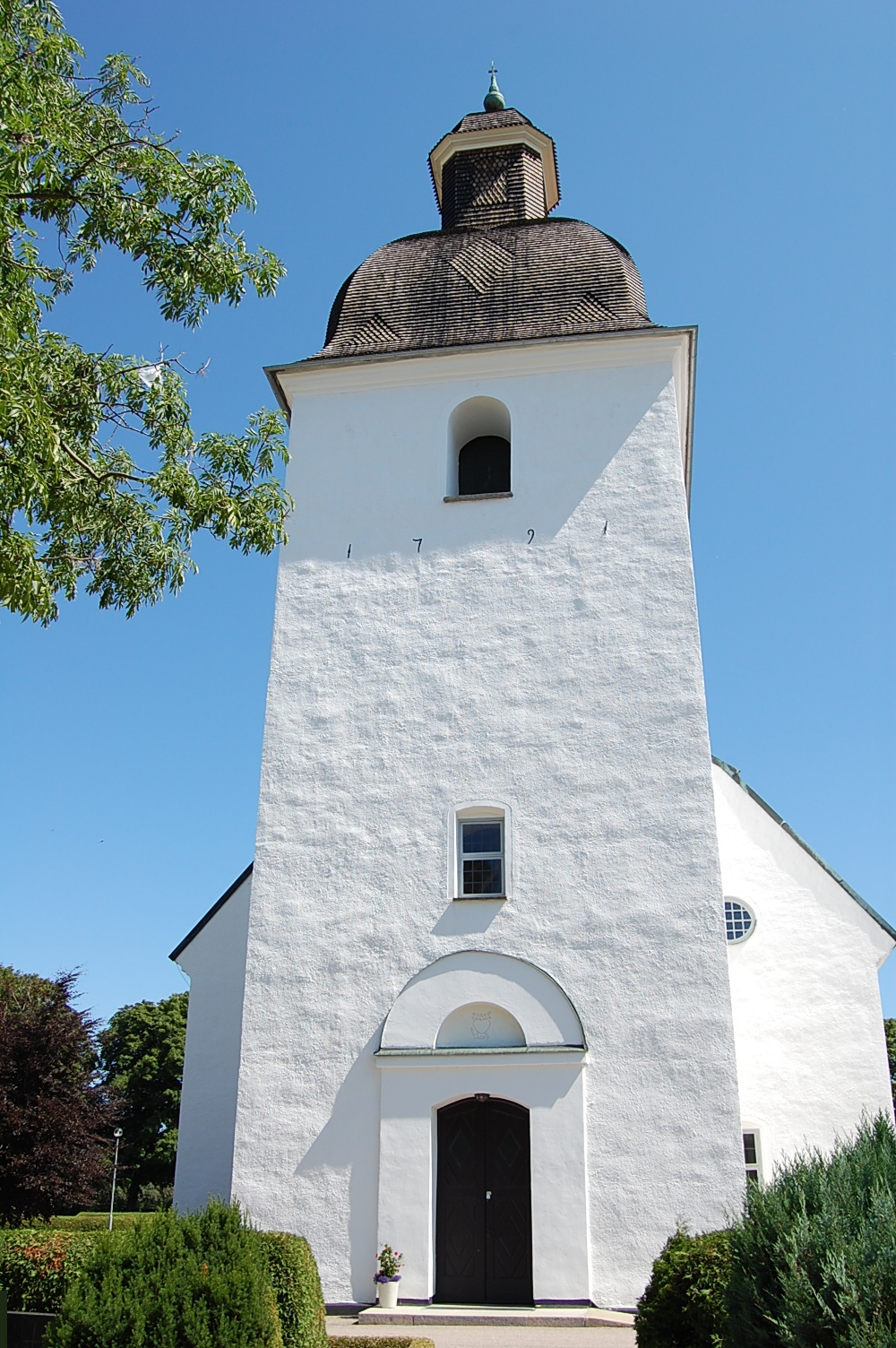
Exteriör från väster
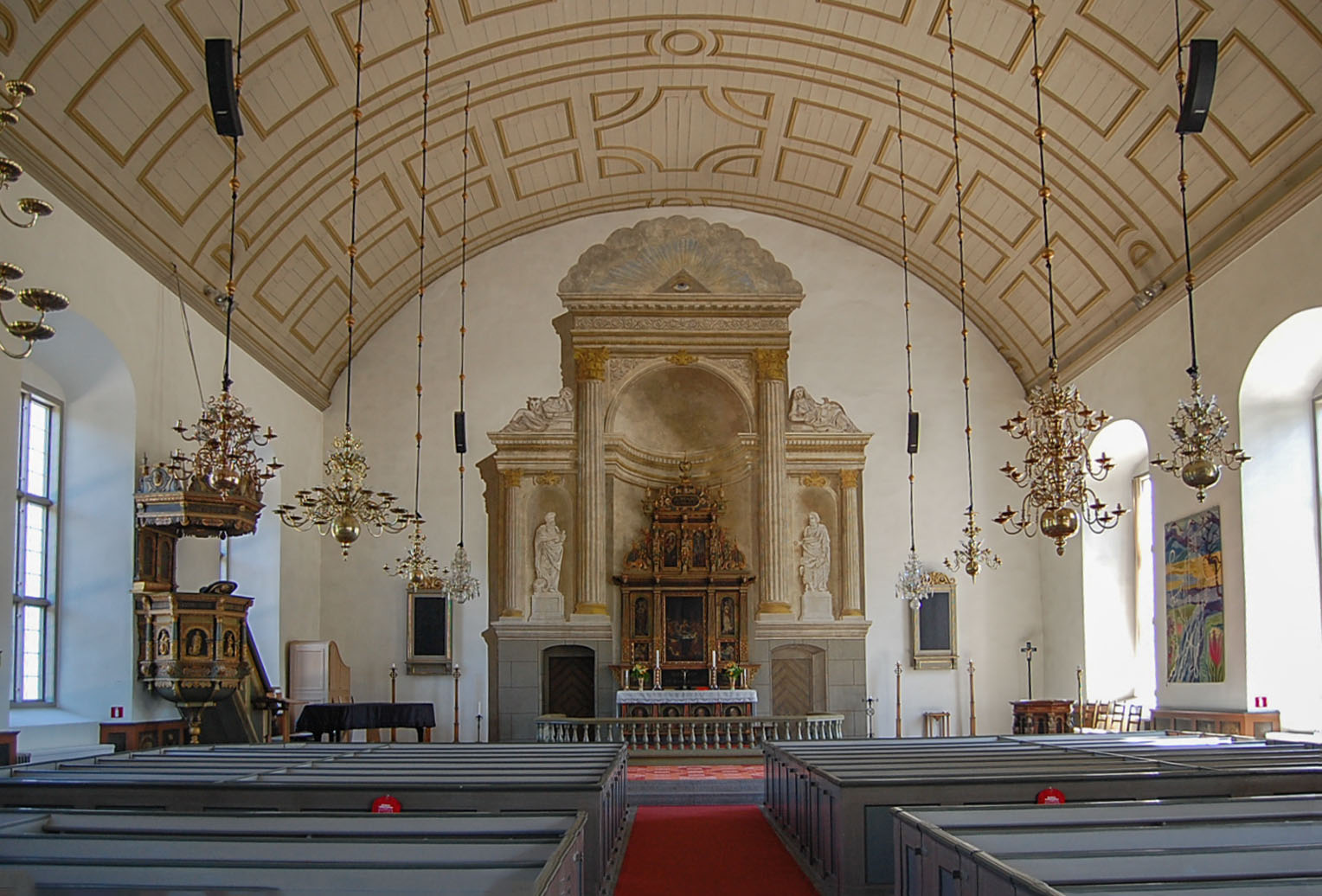
Interiör mot öster
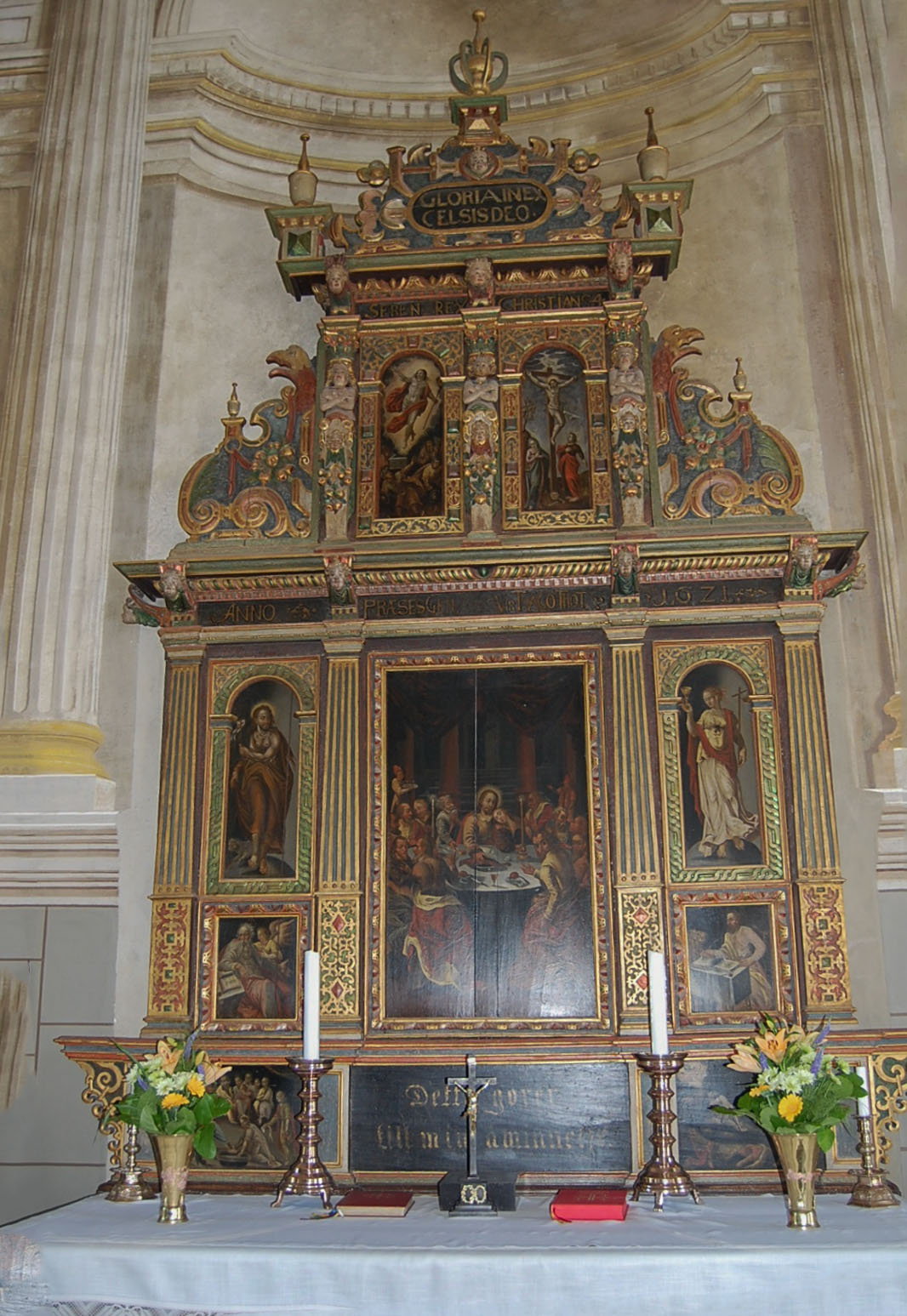
Altaruppsatsen
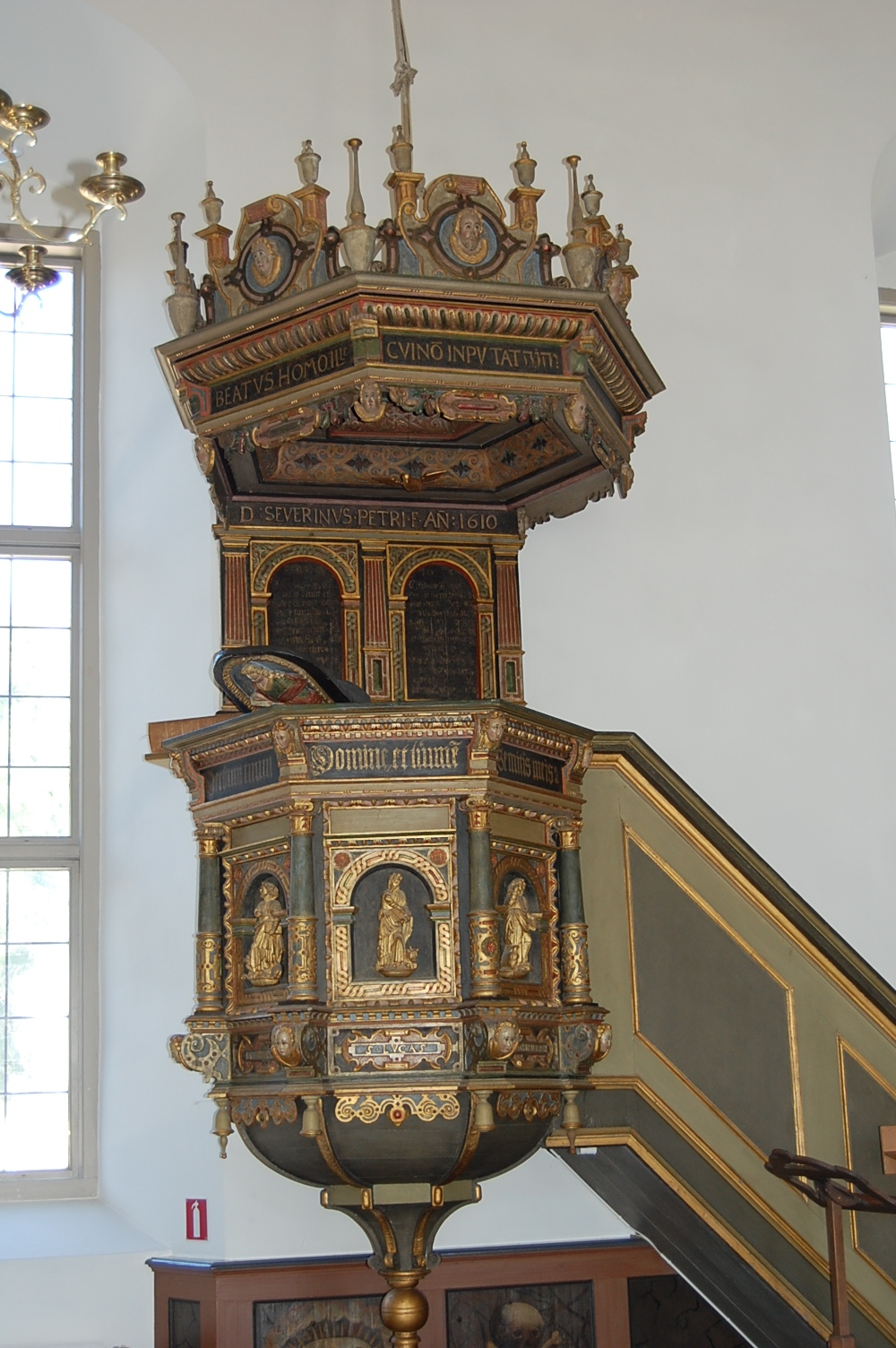
Predikstol
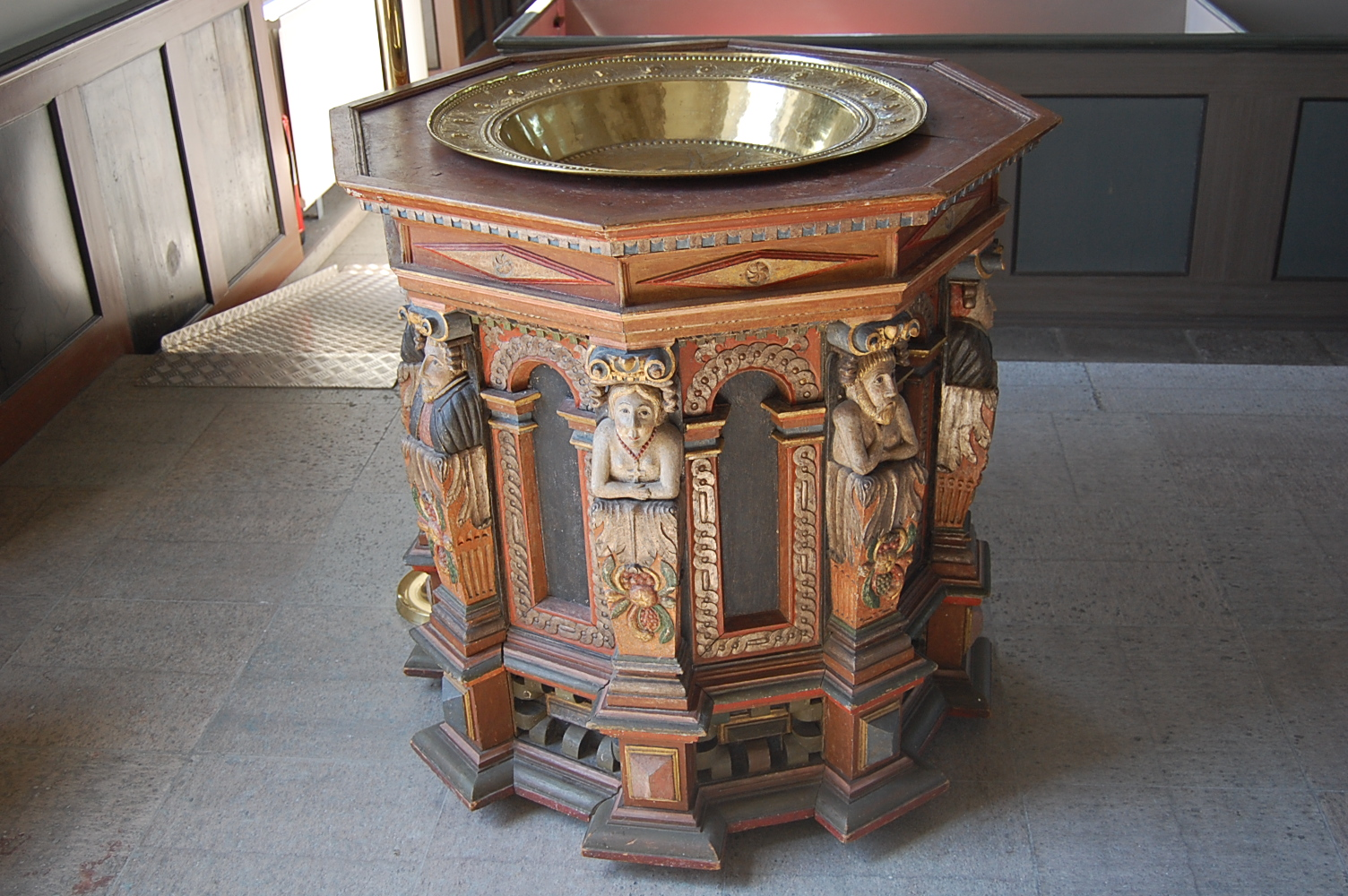
Dopfunt

### Orgel
- Den tidigaste kända orgel byggdes 1885 av Åkerman och Lund i Stockholm och hade 16 stämmor. 1954 utökades den orgeln av Oskar Sundström
- Den nuvarande orgeln är byggd 1972 av Mårtenssons orgelfabrik i Lund med 30 stämmor. Den är mekanisk och har behållit fasaden från 1885.

Orgeln har följande disposition:
| Ryggpositiv I    | Huvudverk II  | Svällverk III | Pedal            | Koppel |
| Rörgedackt 8’    | Borduna 16’   | Rörflöjt 8’   | Subbas 16’       | I/P    |
| Kvintadena 8’    | Principal 8’  | Spetsflöjt 4’ | Principal 8’     | II/P   |
| Principal 4’     | Gedackt 8’    | Principal 2’  | Gedacktpommer 8’ | III/P  |
| Gemshorn 4’      | Oktava 4’     | Zimbel 3 ch   | Oktava 4’        | I/II   |
| Kvint 2 2⁄3’     | Flöjt 4’      | Krumhorn 8’   | Kvintadena 2’    | III/II |
| Flöjt 2’         | Oktava 2’     | Tremulant     | Rauschkvint 2 ch |        |
| Ters 1 3⁄5’      | Mixtur 3-5 ch |               | Fagott 16’       |        |
| Sifflöjt 1'      | Trumpet 8 ’   |               |                  |        |
| Scharf 3 ch      |               |               |                  |        |
| Skalmejaregal 8' |               |               |                  |        |